# Bart the Bear
Bart the Bear (19 tháng 1 năm 1977, Baltimore, Maryland, Hoa Kỳ – 10 tháng 5 năm 2000, Park City, Utah, Hoa Kỳ), là một con gấu đực Alaskan dòng Kodiak đã từng xuất hiện trong rất nhiều phim Hollywood trong suốt sự nghiệp của mình. Mẹ của Bart cũng là một diễn viên. Nó đã đóng vai chính trong nhiều phim như Grizzly và Day of the Animals.
Bart the Bear có lẽ là một trong những diễn viên (động vật) ngôi sao đáng chú ý nhất của Hollywood. Con gấu xám vùng Alaskan được Doug và Lynne Seus của Wasatch Rocky Mountain Wildlife, Inc., Park City, Utah nuôi dưỡng và huấn luyện. Bart bắt đầu được huấn luyện diễn xuất trong năm 1980 và cao tới 9 foot, nặng hơn 1.700 pound khi trưởng thành.
Bart đã từng đóng các phim: Meet the Deedles (1998), The Edge (1997), Walking Thunder (1997), Huyền thoại mùa thu (1994), On Deadly Ground (1994), The Giant of Thunder Mountain (1991), White Fang (1991), The Young Riders - Decoy (1990) TV Episode, Lost in the Barrens (1990) TV Episode, The Bear (1988), The Great Outdoors (1988), Down the Long Hills của Louis L'Amour (1986) TV, The Clan of the Cave Bear (1986) với Kenny Rogers, và Windwalker (1980).
Các bạn diễn ngôi sao của Bart gồm có John Candy, Dan Aykroyd, Steven Seagal, Anthony Hopkins và Alec Baldwin, tất cả những người này đều rất ấn tượng về cách mà con gấu có thể được huấn luyện để diễn xuất tốt như vậy, và rất thích thú về việc đóng phim với các loài vật. Bart chết năm 2000 do bệnh tự nhiên (ung thư) lúc 23 tuổi, tuổi thọ thông thường của loài gấu.
Bart chết trong khi đóng phim tài liệu Growing Up Grizzly (2001) (TV) được Brad Pitt giới thiệu —người đóng vai Tristan Ludlow trong Huyền thoại mùa thu (1994).
Little Bart the Bear, con gấu trong phim Bác sĩDolittle 2 (2001), là con gấu nối tiếp Bart.